# Реки Сингапура
На острове Сингапур текут несколько рек различной длины и ширины, самая длинная из которых — «Каланг» — протяжением всего 10 км. Возможно, самая известная в стране река «Сингапур», также не слишком длинна. Тем не менее, тропический климат страны и обильные ливни создают необходимость в разветвлённой естественной дренажной системе, большая часть которой была забетонирована и стала частью водосборного комплекса, решающего проблему снабжения многомиллионного населения острова пресной водой.

## Естественные реки

### На основном острове
- Канал Александра, Сингапур
- Гейланг
- Калланг
- Канал Пелтон
- Канал Рохор
- Рохор
- Канал Сиглап
- Сингапур
- Канал Стэмфорда, Сингапур
- Сангей Бедок
- Сангей «Китай» (China)
- Сангей Кетапанг
- Сангей Ланчар
- Сангей Пандан (в низовье, перегороженный плотиной, образует водохранилище «Пандан»)
- Сангей Пинанг (Хуганг)
- Сангей Панггол
- Сангей Селетар Симпанг Кири
- Сангей Сембаванг
- Сангей Серангун
- Сангей Симпанг Кана
- Сангей Тампинес
- Сангей Улу Пандан
- Сангей Хумпое

### На прилегающих островах

#### Пулау Теконг
- Сангей Беланг
- Сангей Чек Мат На
- Сангей Пасир
- Сангей Перматанг
- Сангей Санёнгконг
- Сангей Семиней
- Сангей Унум

#### Пулау-Убин
- Сангей Асам
- Сангей Бату Кекек
- Сангей Бесар
- Сангей Елутонг
- Сангей Мамам
- Сангей Пуака
- Сангей Пулау Убин
- Сангей Терис
- Сангей Тига
- Сангей Ват Сиам

## Бывшие реки

### Перегороженные и затопленные
- Сангей Чик Абу — затоплена и стала частью водохранилища нижнего Селетара
- Сангей Пуака — затоплена и стала частью водохранилища нижнего Селетара
- Сангей Кранджи — теперь является водохранилища «Кранджи»
- Сангей Сопок — затоплена и стала частью водохранилища нижнего Селетара
- Сангей Тенге — теперь является частью водохранилища «Тенге»